# Bolboceras gandhara
Bolboceras gandhara es una especie de coleóptero de la familia Geotrupidae.

## Distribución geográfica
Habita en Pakistán.